# إيليزا جين كووي
إيليزا جين كووي (بالإنجليزية: Eliza Jane Cowie)‏ هي عاملة إجتماعية نيوزيلندية، ولدت في 6 أكتوبر 1835 في لندن في المملكة المتحدة، وتوفيت في 26 يونيو 1902.